# Erik Staaff (1867–1936)
Erik Schöne Staaff, född den 4 mars 1867 i Stockholm, död den 22 augusti 1936, var en svensk romanist och universitetslärare. Han tillhörde släkten Staaff och var son till Albert Staaff samt bror till Pehr och Karl Staaff.

## Biografi
Staaff blev student vid Uppsala universitet 1885, filosofie kandidat 1889, licentiat 1894, filosofie doktor 1896 och samma år docent i romanska språk  där. Han blev ledamot av Humanistiska vetenskapssamfundet i Uppsala 1902. Staaff förordnades 1906 att uppehålla professuren i romanska språk där och utnämndes till dess ordinarie innehavare 31 december 1908. Han blev emeritus 1932.  
Staaffs vetenskapliga alstring, som är betydande, ansågs av samtiden utmärkas av skarpsinne och rikedom på synpunkter i förening med stor klarhet i framställningen. Dessa egenskaper kom till synes redan i hans gradualavhandling Le suffixe -arius dans les langues romanes (1896), som alltså behandlade ett samromanskt ämne. 
Efter resor i Spanien 1903–04 ägnade Staaff sitt huvudintresse åt hispanologin, inom vilket område han utgav på sin tid värdefulla skrifter: Études sur les pronoms abrégés en ancien espagnol (i "Skrifter utgifna af kungliga humanistiska vetenskapssamfundet", XI: 2, 1906), Étude sur l'ancien dialecte léonais (1907), ett omfattande verk av banbrytande betydelse, samt (i förening med Isak Collijn) Evangelios e epistolas con sus exposiciones en romance según la versión castellana del siglo XV (1908). 
För övrigt publicerade Staaff ett antal mindre uppsatser i  fransk och spansk filologi, bland annat Le suffixe -ime -iéme  en français,  Sur le développement phonétique de quelques mots atones en français, Deux chartes léonaises och Le développement phonétique de -abilis et -ibilis en français, i band I, II, III och V av de "Studier i modern språkvetenskap", som utgavs av Nyfilologiska sällskapet i Stockholm, i vilket sällskap Staaff från början var medlem och som tillägnade honom det 1917 utgivna bandet av sina "Studier" som en hyllning  på 50-årsdagen.
Även som kritiker var Staaff livligt verksam och lämnade som sådan många och vägande bidrag till in- och utländska publikationer. Han var vidare ordförande i Språkvetenskapliga sällskapet i Uppsala och president i den uppsaliensiska avddelningen av Alliance française. Särskilt i yngre år var Staaff också verksam som översättare (från franska, spanska och italienska) och visade därvid framstående formell begåvning. Som exempel kan nämnas hans översättning av Balzac, hans översättning av Gaston Paris Studier öfver medeltida sagor och hans metriska tolkningar av äldre franska (Romanen om rosen med flera) och spanska (Juan Ruiz) dikter.
Staaff utgav ytterligare bland annat: "Om uppkomsten av prefixet mé(s)- i franskan" (i Nordisk tidskrift för filologi, 4:e serien, 7, 1918), "Joufre Rudel. Ett blad ur den provençalska trubadurdiktningens historia" (i Nordisk tidskrift 1919), "Per Adolf Geijer" (i Studier i modern språkvetenskap, utgivna av Nyfilologiska sällskapet i Stockholm, VII, 1920), "L'origine de l'usage de l'article défini devant les noms de pays en français" (ibidem, VIII, 1921), "Voyons voir! Montre voir! Essay étymologique" (ibidem, IX, 1924), "Quelques significations romanes du mot "latin"" (i Strena philologica. Festskrift tillegnad prof. P. Persson, 1922) och "Quelques observations sur les recueils de laude d'Udine et de Pordenone" (iMélanges philologiques offerts à M. Johan Vising, 1925).

## Översättningar (urval)
- Honoré de Balzac: Krossade illusioner (Gernandt, 1900). Ny upplaga 1927 med titeln Förlorade illusioner.
- Paul Bourget: Berättelser (Ljus, 1908)
- Vicente Blasco Ibáñez: Vass och dy (Cañas y barro) (Norstedt, 1910)
- Jean de la Bruyère: Karaktärer och tidsbilder (Natur & Kultur, 1927)
- Honoré de Balzac: Kurtisanernas liv (Albert Bonniers Förlag, 1928)